# Goães (Amares)
Goães is een plaats (freguesia) in de Portugese gemeente Amares en telt 647 inwoners (2001).

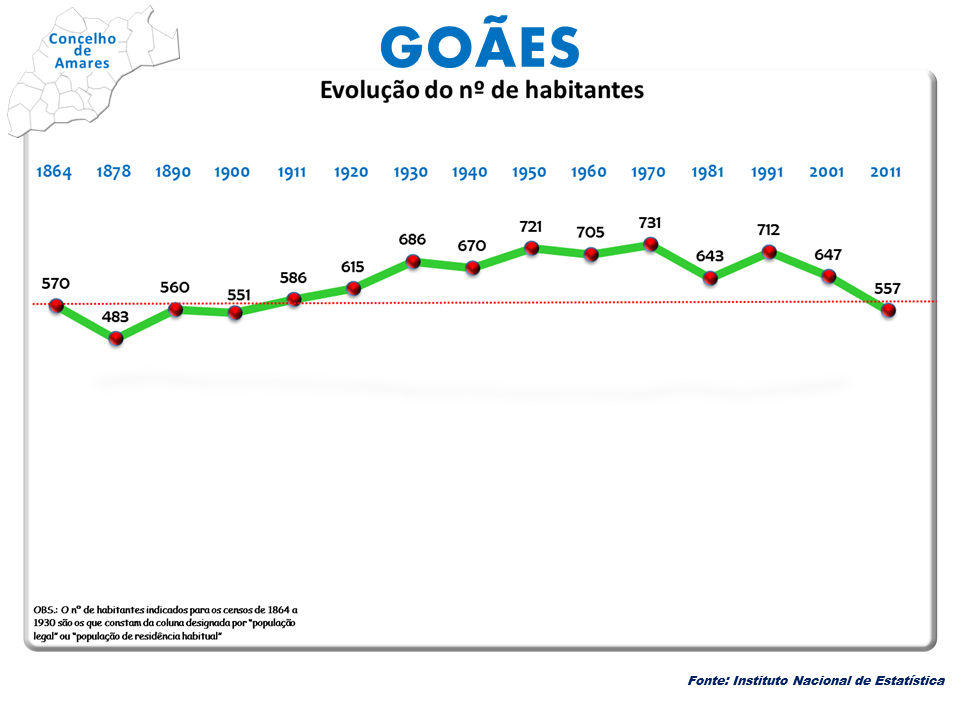
Bevolkingsontwikkeling tussen 1864 en 2011